# Han Yong-un
Han Yong-un, pseud. Manhae (ur. 29 sierpnia 1879 w Hongseong, zm. 29 czerwca 1944) – koreański poeta, działacz niepodległościowy, mnich buddyjski.
W 1919 był jednym z 22 sygnatariuszy niepodległości Korei, która zapoczątkowała powstanie skierowane przeciw Japonii. Tworzył nowatorską w formie poezję filozoficzną będącą wyrazem rozważań autora o naturze ludzkiej, w 1926 opublikował zbiór poematów Nim ŭi ch'immuk (Jego milczenie; polski przekład pięciu z nich ukazał się w Literaturze na świecie 1992 nr 2).